# Albert Calmes
Albert Calmes, né à Paris le 26 février 1881 et mort à Luxembourg le 22 septembre 1967, est un économiste, universitaire, banquier et historien luxembourgeois. Il est le père du juriste, diplomate et historien Christian Calmes (1913-1995).

## Biographie
Albert Calmes, qui fut notamment doyen de la faculté de sciences économiques de l'université de Francfort-sur-le-Main, président de la Caisse centrale des Associations agricoles locales et président de la Banque européenne, a laissé une œuvre importante dans les domaines économique et historique. Il a surtout pris l'initiative de lancer une Histoire contemporaine du Grand-Duché de Luxembourg, dont il rédigea les cinq premiers volumes (1814-1848) et que son fils Christian continua à sa façon. Il lança aussi une collection intitulée Au fil de l'Histoire que son fils poursuivit également.

## Publications (aperçu)
- Der Zollanschluss des Grossherzogtums Luxemburg an Deutschland (1839-1918) ; 1919. - Concerne le Luxembourg rattaché au Zollverein.
- Naissance et débuts du Grand-Duché (1814-1830) ; Bruxelles, 1932; réédité à Luxembourg en 1971; 569 pages.
- Le grand-duché de Luxembourg dans la révolution belge (1830-1839) ; Bruxelles, 1939; réédité à Luxembourg en 1982; 423 pages.
- La Restauration de Guillaume Ier, roi des Pays-Bas [et grand-duc de Luxembourg] - L'ère Hassenpflug (1839-1840) ; Bruxelles (L'Édition universelle) & Luxembourg (Saint-Paul), 1947; 424 pages.
- La création d'un État (1841-1847) ; Luxembourg (Saint-Paul), 1954; réédition en 1983; 473 pages.
- La révolution de 1848 au Luxembourg ; Luxembourg (Saint-Paul), 1957; réédition en 1982; 301 pages.